# AFI's 100 Years... 100 Laughs
L'AFI's 100 Years... 100 Laughs è una lista che fa parte delle AFI 100 Years... series, stilate annualmente dall'American Film Institute dal 1998, che comprende i cento migliori film commedia del cinema statunitense.
È stata resa pubblica il 14 giugno 2000.
I film vincitori sono stati scelti fra 500 titoli candidati, proposti dall'AFI ad una giuria composta da 1 800 personalità dell'industria cinematografica (registi, sceneggiatori, tecnici, attori, critici, dirigenti delle case di produzione).

## Criteri
Per poter essere selezionati i film dovevano rispettare i seguenti criteri:
- Formato (Feature-Length Fiction Film): forma narrativa e lunghezza superiore ai sessanta minuti,
- Nazionalità (American Film): lingua inglese e significativo apporto creativo o finanziario dagli Stati Uniti,
- Divertimento (Funny): predominanza dell'elemento comico, a prescindere dal genere,
- Impatto culturale (Legacy): influenza su artisti e pubblico perdurante nel tempo.

Nonostante uno dei criteri di selezione dei film preveda che la loro lunghezza sia superiore ai sessanta minuti, nella lista sono presenti due eccezioni: La palla nº 13 e Il navigatore, entrambi diretti e interpretati da Buster Keaton. Nello specifico, il primo dura 44 minuti, il secondo 59 minuti.

## La lista
1. A qualcuno piace caldo (Some Like It Hot), regia di Billy Wilder (1959)
2. Tootsie, regia di Sydney Pollack (1982)
3. Il dottor Stranamore - Ovvero: come ho imparato a non preoccuparmi e ad amare la bomba (Dr. Strangelove or: How I Learned to Stop Worrying and Love the Bomb), regia di Stanley Kubrick (1964)
4. Io e Annie (Annie Hall), regia di Woody Allen (1977)
5. La guerra lampo dei Fratelli Marx (Duck Soup), regia di Leo McCarey (1933)
6. Mezzogiorno e mezzo di fuoco (Blazing Saddles), regia di Mel Brooks (1974)
7. M*A*S*H, regia di Robert Altman (1970)
8. Accadde una notte (It Happened One Night), regia di Frank Capra (1934)
9. Il laureato (The Graduate), regia di Mike Nichols (1967)
10. L'aereo più pazzo del mondo (Airplane!), regia di Jim Abrahams, David Zucker, Jerry Zucker (1980)
11. Per favore, non toccate le vecchiette (The Producers), regia di Mel Brooks (1968)
12. Una notte all'opera (A Night at the Opera), regia di Sam Wood (1935)
13. Frankenstein Junior (Young Frankenstein), regia di Mel Brooks (1974)
14. Susanna! (Bringing Up Baby), regia di Howard Hawks (1938)
15. Scandalo a Filadelfia (The Philadelphia Story), regia di George Cukor (1940)
16. Cantando sotto la pioggia (Singin' in the Rain), regia di Stanley Donen, Gene Kelly (1952)
17. La strana coppia (The Odd Couple), regia di Gene Saks (1968)
18. Come vinsi la guerra (The General), regia di Buster Keaton e Clyde Bruckman (1927)
19. La signora del venerdì (His Girl Friday), regia di Howard Hawks (1940)
20. L'appartamento (The Apartment), regia di Billy Wilder (1960)
21. Un pesce di nome Wanda (A Fish Called Wanda), regia di Charles Crichton (1988)
22. La costola di Adamo (Adam's Rib), regia di George Cukor (1949)
23. Harry, ti presento Sally... (When Harry Met Sally...), regia di Rob Reiner (1989)
24. Nata ieri (Born Yesterday), regia di George Cukor (1950)
25. La febbre dell'oro (The Gold Rush), regia di Charlie Chaplin (1925)
26. Oltre il giardino (Being There), regia di Hal Ashby (1979)
27. Tutti pazzi per Mary (There's Something About Mary), regia di Peter e Bobby Farrelly (1998)
28. Ghostbusters - Acchiappafantasmi (Ghostbusters), regia di Ivan Reitman (1984)
29. This Is Spinal Tap, regia di Rob Reiner (1984)
30. Arsenico e vecchi merletti (Arsenic and Old Lace), regia di Frank Capra (1944)
31. Arizona Junior (Raising Arizona), regia di Joel Coen (1987)
32. L'uomo ombra (The Thin Man), regia di W. S. Van Dyke (1934)
33. Tempi moderni (Modern Times), regia di Charlie Chaplin (1936)
34. Ricomincio da capo (Groundhog Day), regia di Harold Ramis (1993)
35. Harvey, regia di Henry Koster (1950)
36. Animal House (National Lampoon's Animal House), regia di John Landis (1978)
37. Il grande dittatore (The Great Dictator), regia di Charlie Chaplin (1940)
38. Luci della città (City Lights), regia di Charlie Chaplin (1931)
39. I dimenticati (Sullivan's Travels), regia di Preston Sturges (1941)
40. Questo pazzo, pazzo, pazzo, pazzo mondo (It's a Mad, Mad, Mad, Mad World), regia di Stanley Kramer (1963)
41. Stregata dalla luna (Moonstruck), regia di Norman Jewison (1987)
42. Big, regia di Penny Marshall (1988)
43. American Graffiti, regia di George Lucas (1973)
44. L'impareggiabile Godfrey (My Man Godfrey), regia di Gregory La Cava (1936)
45. Harold e Maude (Harold and Maude), regia di Hal Ashby (1972)
46. Manhattan, regia di Woody Allen (1979)
47. Shampoo, regia di Hal Ashby (1975)
48. Uno sparo nel buio (A Shot in the Dark), regia di Blake Edwards (1964)
49. Vogliamo vivere! (To Be or Not to Be), regia di Ernst Lubitsch (1942)
50. Cat Ballou, regia di Elliot Silverstein (1965)
51. Quando la moglie è in vacanza (The Seven Year Itch), regia di Billy Wilder (1955)
52. Ninotchka, regia di Ernst Lubitsch (1939)
53. Arturo (Arthur), regia di Steve Gordon (1981)
54. Il miracolo del villaggio (The Miracle of Morgan's Creek), regia di Preston Sturges (1944)
55. Lady Eva (The Lady Eve), regia di Preston Sturges (1941)
56. Il cervello di Frankenstein (Bud Abbott Lou Costello Meet Frankenstein), regia di Charles Barton (1948)
57. A cena con gli amici (Diner), regia di Barry Levinson (1982)
58. Che bel regalo (It's a Gift), regia di Norman Z. McLeod (1934)
59. Un giorno alle corse (A Day at the Races), regia di Sam Wood (1937)
60. La via dell'impossibile (Topper), regia di Norman Z. McLeod (1937)
61. Ma papà ti manda sola? (What's Up, Doc?), regia di Peter Bogdanovich (1972)
62. La palla nº 13 (Sherlock, Jr.), regia di Buster Keaton (1924)
63. Beverly Hills Cop - Un piedipiatti a Beverly Hills (Beverly Hills Cop), regia di Martin Brest (1984)
64. Dentro la notizia - Broadcast News (Broadcast News), regia di James L. Brooks (1987)
65. I fratelli Marx al college (Horse Feathers), regia di Norman Z. McLeod (1932)
66. Prendi i soldi e scappa (Take the Money and Run), regia di Woody Allen (1969)
67. Mrs. Doubtfire - Mammo per sempre (Mrs. Doubtfire), regia di Chris Columbus (1993)
68. L'orribile verità (The Awful Truth), regia di Leo McCarey (1937)
69. Il dittatore dello stato libero di Bananas (Bananas), regia di Woody Allen (1971)
70. È arrivata la felicità (Mr. Deeds Goes to Town), regia di Frank Capra (1936)
71. Palla da golf (Caddyshack), regia di Harold Ramis (1980)
72. La casa dei nostri sogni (Mr. Blandings Builds His Dream House), regia di Henry C. Potter (1948)
73. Monkey Business - Quattro folli in alto mare (Monkey Business), regia di Norman Z. McLeod (1931)
74. Dalle 9 alle 5... orario continuato (Nine to Five), regia di Colin Higgins (1980)
75. Lady Lou (She Done Him Wrong), regia di Lowell Sherman (1933)
76. Victor Victoria, regia di Blake Edwards (1982)
77. Ritrovarsi (The Palm Beach Story), regia di Preston Sturges (1942)
78. Avventura al Marocco (Road to Morocco), regia di David Butler (1942)
79. Viva lo sport (The Freshman), regia di Fred C. Newmeyer, Sam Taylor (1925)
80. Il dormiglione (Sleeper), regia di Woody Allen (1973)
81. Il navigatore (The Navigator), regia di Buster Keaton (1924)
82. Soldato Giulia agli ordini (Private Benjamin), regia di Howard Zieff (1980)
83. Il padre della sposa (Father of the Bride), regia di Vincente Minnelli (1950)
84. Pubblicitario offresi (Lost in America), regia di Albert Brooks (1985)
85. Pranzo alle otto (Dinner at Eight), regia di George Cukor (1933)
86. Scappo dalla città - La vita, l'amore e le vacche (City Slickers), regia di Ron Underwood (1991)
87. Fuori di testa (Fast Times at Ridgemont High), regia di Amy Heckerling (1982)
88. Beetlejuice - Spiritello porcello (Beetlejuice), regia di Tim Burton (1988)
89. Lo straccione (The Jerk), regia di Carl Reiner (1979)
90. La donna del giorno (Woman of the Year), regia di George Stevens (1942)
91. Il rompicuori (The Heartbreak Kid), regia di Elaine May (1972)
92. Colpo di fulmine (Ball of Fire), regia di Howard Hawks (1941)
93. Fargo, regia di Joel Coen (1996)
94. La signora mia zia (Auntie Mame), regia di Morton DaCosta (1958)
95. Wagons-lits con omicidi (Silver Streak), regia di Arthur Hiller (1976)
96. I figli del deserto (Sons of the Desert), regia di William A. Seiter (1933)
97. Bull Durham - Un gioco a tre mani (Bull Durham), regia di Ron Shelton (1988)
98. Il giullare del re (The Court Jester), regia di Norman Panama, Melvin Frank (1956)
99. Le folli notti del dottor Jerryll (The Nutty Professor), regia di Jerry Lewis (1963)
100. Good Morning, Vietnam, regia di Barry Levinson (1987)

## Caratteristiche
- L'attore più presente è Cary Grant con otto film, seguono i fratelli Marx e Woody Allen con cinque, Spencer Tracy, Buster Keaton, Charlie Chaplin, Bill Murray e Gene Wilder con quattro. Le attrici più presenti, con quattro film ciascuna, sono Katharine Hepburn e Margaret Dumont.
- Il regista più presente è Woody Allen con cinque film, tra cui il quarto della lista, Io e Annie. Seguono, con quattro film, George Cukor, Charlie Chaplin, Preston Sturges e Norman Z. McLeod. Mel Brooks ha diretto tre film della lista presenti nei primi 15 posti (Mezzogiorno e mezzo di fuoco al 6º posto, Per favore, non toccate le vecchiette all'11º e Frankenstein Junior al 13º).
- Gli sceneggiatori più presenti sono Woody Allen e Billy Wilder con cinque film ciascuno.